# Louis-Claude Daquin
Louis-Claude Daquin (ili d'Acquin), (Pariz, 4. srpnja 1694. – 15. lipnja 1772.). francuski skladatelj židovskog podrijetla baroknog i galantnog stila. 
Bio je virtuoz na orguljama i čembalu. Čudo od djeteta, svirao je na dvoru Luj XIV. sa šest godina. S 12 godina postao je orguljaš u Svetoj kapeli u Parizu. Potom je svirao i u drugim pariškim crkvama. 1739. bio je kraljev orguljaš. 1755. postao je orguljaš u crkvi Notre Dame. 
Od njegove glazbe sačuvane su 4 suite za čembalo, Božićni noeli (Švicarski noeli) i Le Coucou (kukavica)

## Vanjske poveznice
- Božićni noeli (midi)